# United States House Committee on Rules

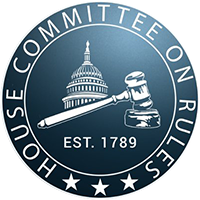
Wappen des House Committee on Rules

Der Committee on Rules (deutsch Ausschuss für Regeln) oder Rules Committee ist ein Ausschuss des Repräsentantenhauses der Vereinigten Staaten von Amerika. Der Ausschuss bestimmt maßgeblich die Geschäftsordnung des Repräsentantenhauses und ist so einer der einflussreichsten Ausschüsse. Er ist in sämtliche Politikbereiche involviert und bestimmt vor allem, unter welcher "Regel" Gesetzesentwürfe im Repräsentantenhaus diskutiert werden. Derzeitiger Vorsitzender ist Thomas Jeffery Cole (R-OK). Oppositionsführer (Ranking Member) ist Jim McGovern (D-MA).

## Aufgaben
Nachdem ein Gesetzesentwurf im Fachausschuss diskutiert wurde, geht er an den Geschäftsordnungsausschuss. Anders als im Senat findet im Repräsentantenhaus keine unbegrenzte Diskussion statt. Diskussionen und Abstimmungen über einen Gesetzesentwurf im Plenum sind strikt limitiert und das Committee on Rules bestimmt die Limitationen. Das House Rules Committee ist damit auch wesentlich einflussreicher und bedeutender als sein Schwesterausschuss im Senat, das United States Senate Committee on Rules and Administration.
Der Ausschuss legt fest, was während der Debatte möglich ist. Zum Beispiel kann es die Zahl der Änderungsanträge begrenzen, Änderungsanträge auf bestimmte Abschnitte des Gesetzes begrenzen oder sie ganz verbieten. Auch legt es die Redezeit fest, die insgesamt für das Gesetz aufgewandt werden darf. Wenn es also beispielsweise darum geht, ein umstrittenes Gesetz möglichst schnell und stillschweigend zu verabschieden, kann es auch festlegen, dass für diesen Gesetzentwurf überhaupt keine Redezeit vorgesehen wird. Will es im Gegensatz dazu möglichst viel öffentliche Reaktion auf ein Gesetz erreichen, kann es extensive Debatten ansetzen. 
Aufgrund der großen Einflussmöglichkeiten, die er besitzt, wird es normalerweise vom Speaker of the House und der Mehrheitspartei strikt kontrolliert und nur mit bekannt zuverlässigen Mitgliedern besetzt.

## Geschichte
Der Ausschuss entstand während des ersten Kongresses am 2. April 1789. Damals wurde er geschaffen, um generelle Regeln für alle Debatten festzulegen und nicht wie heute spezifische für jede Einzelne. Für die ersten 50 Jahre seiner Existenz machte er wenig außer die allgemeinen Regeln für jede Legislaturperiode zu bestätigen. Seine erste kontroverse Entscheidung fiel am 16. Juni 1841, als er die bisherige Zweidrittelmehrheit auf eine absolute Mehrheit heruntersetzte, die Debatten beenden konnte.
Im Rahmen einer Reorganisation der Ausschüsse 1880 begann sich das Rules Committee in seiner heutigen Form zu bilden. Der erste Vorsitzende danach, der damalige Speaker of the House, der Demokrat Samuel J. Randall aus Pennsylvania setzte durch, dass der Ausschuss die Geschäftsordnung jederzeit – also auch für jedes einzelne Gesetz – ändern konnte. Als die Republikaner noch im selben Jahr bei den Wahlen die Mehrheit im Repräsentantenhaus erreichten, begriffen sie schnell, welche Machtfülle sie durch diese Änderung besaßen. Einer, Thomas Brackett Reed aus Maine, nutzte den Ausschussvorsitz um zum Speaker of the House zu werden und begann solchen Einfluss aufzubauen, dass er als „Czar Reed“ bekannt wurde. 
Sein Nachfolger, der Republikaner Joseph Gurney Cannon aus Illinois, setzte diesen Kurs fort. Zwischendurch waren sie mit Hilfe des Rules Committee in der Lage, die Mitglieder aller Ausschüsse zu besetzen. Rebellen innerhalb des Repräsentantenhauses minderten 1910 die Macht des Speaker, der Geschäftsordnungsausschuss konnte seine einflussreiche Position aber erhalten. Nun diente es aber weniger als verlängerter Arm des Speakers, sondern eine Koalition aus konservativen Demokraten und Republikanern beherrschte es bis in die 1960er.
Erst 1961 setzte Speaker Sam Rayburn (D-TX) auf Wunsch von Präsident John F. Kennedy durch, dass die Mitgliedschaft von 12 auf 15 Mitglieder ausgedehnt wird, in der Hoffnung, die Macht des konservativen Vorsitzenden Howard W. Smith zu brechen. Der Gesetzentwurf, der die Größe änderte, ging durch, inhaltlich änderte sich aber wenig, der Ausschuss nutzte auch weiterhin die reichhaltigen Machtmittel, die er hatte, um Gesetzgebung zugunsten der Bürgerrechtsbewegung und zur Bildungsreform zu verhindern. 
Erst seit den 1970ern und diversen institutionellen Reformen befindet sich das Committee wieder unter dem Sprecher, dem es in den letzten 30 Jahren gelungen ist, es wieder als seinen verlängerten Arm einzusetzen.

## Mitglieder im 118. Kongress

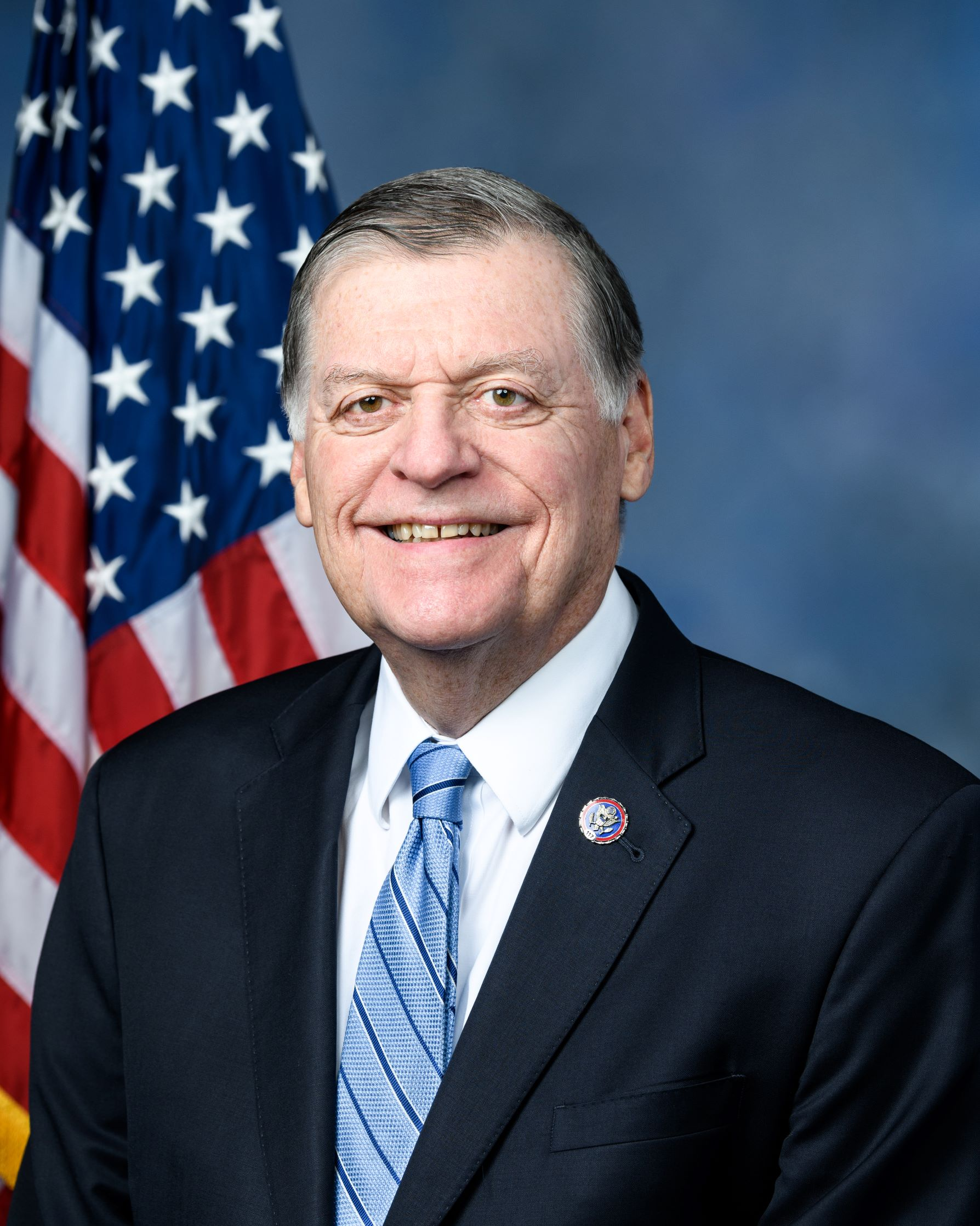
Thomas Jeffery Cole, der derzeitige Vorsitzende des Ausschusses

Im 118. Kongress besteht der Ausschuss aus neun Republikanern und vier Demokraten. Es gibt derzeit zwei Unterausschüsse.
| Republikaner | Demokraten |
| --- | --- |
| - Thomas Jeffery Cole, Chair - Michael Clifton Burgess - Guy Lorin Reschenthaler - Michelle Louise Helene Fischbach - Thomas Harold Massie - Ralph Warren Norman junior - Charles Eugene Roy - Erin Suzanne Houchin - Nicholas A. Langworthy | - James Patrick McGovern, Ranking Member - Mary Gay Scanlon - Joseph D. Neguse - Teresa Isabel Leger Fernandez |

### Unterausschüsse
| Subcommittee                        | Übersetzung                         | Chair (Vorsitz)                  | Ranking Member                |
| ----------------------------------- | ----------------------------------- | -------------------------------- | ----------------------------- |
| Legislative and Budget Process      | Gesetzgebungs- und Budgetprozess    | Michelle Louise Helene Fischbach | Teresa Isabel Leger Fernandez |
| Rules and Organization of the House | Regeln und Ordganisation des Hauses | Michael Clifton Burgess          | James Patrick McGovern        |

## Mitglieder im 117. Kongress

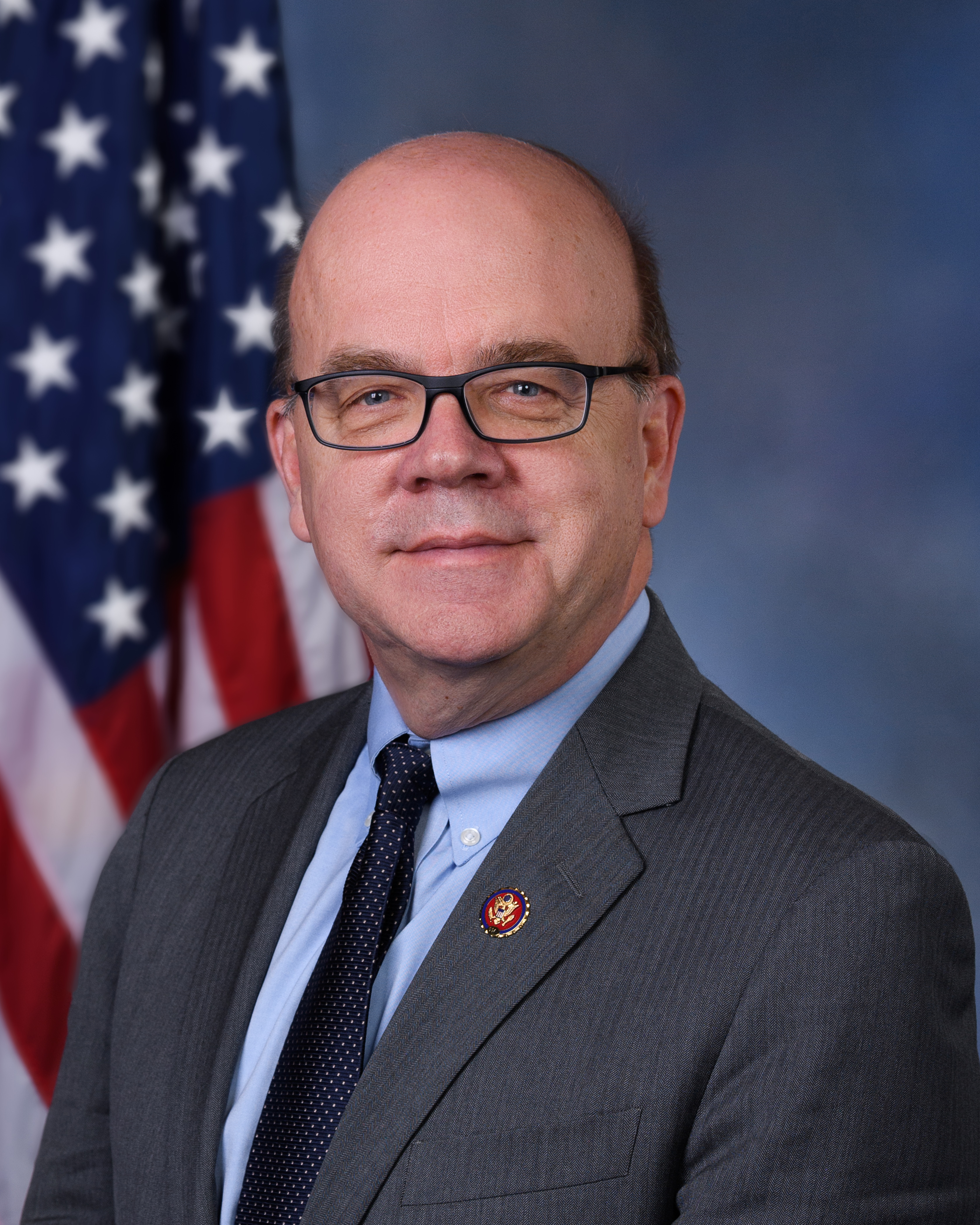
Jim McGovern, der Vorsitzende des Ausschusses im 117. Kongress

Im 117. Kongress bestand der Ausschuss aus neun Demokraten und vier Republikanern. Es gab drei Unterausschüsse.
| Demokraten | Republikaner |
| --- | --- |
| - James Patrick McGovern, Chair - Alcee Hastings - Norma Judith Torres - Edwin George Perlmutter - Jamin Ben Raskin - Mary Gay Scanlon - Joseph D. Morelle - Mark James DeSaulnier - Deborah Koff Ross - Joseph D. Neguse | - Thomas Jeffery Cole, Ranking Member - Michael Clifton Burgess - Guy Lorin Reschenthaler - Michelle Louise Helene Fischbach |

### Unterausschüsse
| Subcommittee                        | Übersetzung                         | Chair (Vorsitz)     | Ranking Member                   |
| ----------------------------------- | ----------------------------------- | ------------------- | -------------------------------- |
| Expedited Procedures                | Beschleunigte Verfahren             | Jamin Ben Raskin    | Michelle Louise Helene Fischbach |
| Legislative and Budget Process      | Gesetzgebungs- und Budgetprozess    | Joseph D. Morelle   | Michael Clifton Burgess          |
| Rules and Organization of the House | Regeln und Ordganisation des Hauses | Norma Judith Torres | Guy Lorin Reschenthaler          |